# 直販投信
直販投信（ちょくはんとうしん）とは、投資信託の募集・販売方法の一種で、投資信託を設定・運用する投信委託会社（運用会社）が投資家に直接販売しているもののことを言う。これに対して、証券会社や銀行を経由して投資信託を販売する方法は間接販売と言う。2017年２月現在、直販投信を取り扱う運用会社は９社存在する。

## 歴史・概要
日本においては、投資信託の募集・販売などの業務は証券会社だけで行われてきた。しかし1992年４月に投信委託会社（運用会社）による投資信託の直接販売が認められたことから、直販投信が始まることとなった。1997年12月には金融機関等の「店舗間貸し方式」が可能になり、投信委託会社が投資信託を直接販売するため銀行の店舗を借りることが可能となった。証券系や銀行系の日系大手投信委託会社が直販投信に参入したが、インターネットをはじめとするIT機器・サービスは黎明期であったため、直販投信ビジネスによる事務負担やコストは少なからず運用会社の負担となった。その後、1998年の銀行による投信窓販の解禁、2005年の郵便局による投信窓販参入によって、投資信託の販売網はそれ以前とは比較にならないほど急速に拡大し、銀行窓販による投資信託の残高も急速に拡大した。こういった流れの中で、投信委託会社による直販投信は軒並み撤退することとなった。

### 独立系運用会社による直販投信への参入
日系大手投信委託会社が直販投信から撤退する中、1998年にさわかみ投信がさわかみファンドを設定し、直販投信に参入した。さわかみ投信は証券会社や銀行を親会社にせず、資本関係のない、いわゆる独立系運用会社と言われる。さわかみ投信は2008年までに純資産総額（運用資産額）2000億円超まで拡大し、日本株で運用を行う追加型公募株式投資信託の中でも最大級のファンドの１つとなった。さわかみ投信が運用・販売を行う投資信託はさわかみファンド１本のみであり、直接販売によるコストの低減、長期投資や積立投資の理念などを軸とした営業宣伝を行った。これは競合他社の投資信託を粗製乱造と捉え、証券会社や銀行による投信の間接販売のデメリットと対比させる方法であり、その後に参入した独立系運用会社に影響を与えた。
2004年にはありがとう投信が直販投信に参入。2007年にはセゾン投信、2008年にはレオス・キャピタルワークス、ユニオン投信、浪花おふくろ投信（現パリミキアセットマネジメント）、かいたく投信（現パリミキアセットマネジメント）、楽知ん投信（現パリミキアセットマネジメント）、2009年にはコモンズ投信、2010年には鎌倉投信、2024年にはfundnoteがそれぞれ直販投信に参入した。これらの投信委託会社はさわかみ投信と同様に、１本もしくは多くても数本の投資信託を運用・販売し、長期投資・積立投資の理念などを軸に営業活動を行なっている。

### 銀行系投信委託会社の再参入
2015年、三井住友DSアセットマネジメントが直販投信ビジネスに参入した。同社は三井住友フィナンシャルグループが親会社であり、2017年現在、銀行系の日系大手投信委託会社の中で唯一の直販投信ビジネスの参入企業。

## 直販投信のメリット

### コスト
現在の直販投信は、投資信託の間接販売における投資家負担のコストの高さに対しての問題意識を掲げるところに出発点がある場合も多く、各社が相対的に低いコストを謳っていることが多い。投資信託において投資家が負担するコストは大きく分けて以下の３種類に分けられる。
| コストの種類   | 違い                         | 仕組み |
| -------------- | ---------------------------- | --- |
| 販売手数料     | 購入（投資開始）時に負担する | 販売時の説明・提案などに対する報酬として販売会社に支払う手数料。手数料率は各ファンドが定める範囲内で販売会社が自由に決められる。 直販投信においては投信委託会社（運用会社）が販売会社を兼務している         |
| 信託報酬       | 保有期間中に負担する         | 保有期間中の運用や事務管理にかかる手数料。各ファンドが定める手数料率が毎日徴収される。 信託報酬は運用会社と販売会社、信託銀行で配分される。表記される料率は年間の額。                                       |
| 信託財産留保額 | 売却（投資終了）時に負担する | 投資信託を売却する投資家のため、その投資信託は投資中の株式などを売却する必要がある。 その際に必要となる売却コストを残った投資家が負担するのは不公平になるため、ファンドによって必要な手数料率が定められる。 |

これに対して、直販投信参入各社では購入（販売手数料）・売却（信託財産留保額）は無料（ノーロード）とするところが多い。保有期間中（信託報酬）のコストについては各ファンドによって異なり、0.6%〜1.8%まで幅がある。これらの手数料については銀行や証券会社を通じて販売される間接販売の投資信託でも様々なものがある。インデックス・ファンドなどでは購入・売却手数料がノーロードで、信託報酬も0.1%程度のものもある。そのため、直販投信だから安いということはならず、直販投信であるかないかにかかわらず、同種のファンドの中での運用成績は優れているか、コストは高いのか低いのかといった点を総合判断する必要がある。

### 運用者の開示
各投資信託には運用者がおり、日々運用を行なっている。米国を始めるとする海外の投資信託では、運用者（ファンド・マネージャー）の氏名や経歴を公表している場合もある。各国の歴史的背景や法制度によるが、日本の投資信託では運用者の氏名や経歴は公開されない場合が多い。直販投信においては、受託者責任の観点などから運用者を開示し、積極的に情報発信を行っているケースもある。その場合は、その投資信託の運用状況や投資スタンスなどについて、間接販売の投資信託よりも把握しやすいと言える。

## 直販投信のデメリット

### 運用能力
直販投信を扱う独立系運用会社の多くは、会社全体の運用資産総額が数千億円に満たない。そのため人員や経験が限られている。また直販投信のいくつかはファンド・オブ・ファンズという運用手法を採用している。これはマルチマネージャー運用とも言い、高い運用能力を持つとして選別された外部の運用会社が運用する投資信託を、自社が運用する投資信託に複数組み入れて運用する手法である。この運用手法は世界の様々な地域の、様々な資産に分散投資を行うバランス型運用の投資信託によく見られる方法だが、外部の運用会社を選別し管理するためには、外部の運用会社よりも高い運用能力に関する知識や経験、管理能力などが求められる。

### 財務問題
一般的に投資信託による資産運用は老後のための資産形成などの目的になるため、保険など他のいくつかの金融商品と同様、数年から数十年の間に渡る契約（投資期間）となりうる。そのため投資信託を運用する投信委託会社の継続性は重要である。現在、直販投信の多くは独立系運用会社によって運用されているが、平成２８年３月末時点の決算において、これら独立系運用会社８社のうち４社は赤字である。一方で直販投信を取り扱わない投信委託会社の殆どが黒字を維持している。独立系運用会社についても年々運用資産総額が増加するとともに各社の財務状況は改善しつつあるが、数年前はさわかみ投信以外は各社赤字が継続していた。数兆円の運用資産総額を有する日本の大手運用会社と比較すると直販投信を扱う独立系運用会社の財務状態と事業継続性は弱いと言わざるを得ない。実際2008年に設立された、浪花おふくろ投信、楽知ん投信、かいたく投信の3社は経営合理化などを目的として2010年に合併した。合併直前の３社合計の運用残高はわずか12億円にとどまり、収益的に厳しい状況だった。同社はその後も比較的短期間で経営責任者や運用担当者が退職・交代しており、事業の継続性のみならず、運用品質の継続性の点でも安定しているとは言い難い。

### 使い勝手
直販投信を取り扱う投信委託会社は、自社が運用する直販投資のみを販売している。そのため、例えばネット証券のように1000本以上の投資信託の品揃えとは対照的に、商品（投資信託）数は少ない。他の投資信託と組みわせて分散投資がしたい、一人一金融機関しか使えないNISAなどを利用したいと言った場合、直販投資の使い勝手は悪いということになる。

## 直販投信の種類
2024年10月末現在、直販投信の種類は下記の通り。
| ファンド名                                           | 運用会社       | 投資対象資産 運用戦略      | 購入手数料 （販売手数料） （税込） | 信託報酬 （税込年率） | 解約手数料 （信託財産留保額） （税込） | １年間 リターン | ３年間 リターン | 純資産総額 （億円） | その他特徴等 |
| ---------------------------------------------------- | -------------- | -------------------------- | ---------------------------------- | --------------------- | -------------------------------------- | --------------- | --------------- | ------------------- | --- |
| さわかみファンド                                     | さわかみ投信   | 日本株式                   | なし                               | 1.05%                 | なし                                   | 17.76%          | 24.13%          | 4184                | |
| ありがとうファンド                                   | ありがとう投信 | バランス型（内外複合資産） | なし                               | 0.972%                | なし                                   | 33.5%           | 31%             | 243                 | |
| セゾン・バンガード・グローバルバランスファンド       | セゾン投信     | バランス型（内外資産複合） | なし                               | 0.69%±0.03%           | 0.1%                                   | 3.1%            | 17.6%           | 5186                | 銀行で間接販売も実施している                                                                                                   |
| セゾン資産形成の達人ファンド                         | セゾン投信     | 内外株式                   | なし                               | 1.35%±0.2%            | 0.1%                                   | 28.82%          | 37.67%          | 3560                | 銀行で間接販売も実施している                                                                                                   |
| セゾン共創日本ファンド                               | セゾン投信     | 国内株式                   | なし                               | 1.012%                | 0.1%                                   | 15.92%          |                 | 46                  | 銀行で間接販売も実施している                                                                                                   |
| ひふみ投信                                           | レオス         | 日本株式                   | なし                               | 1.0584%               | なし                                   | 14.91%          | 10.25%          | 1684                | 5年以上保有で信託報酬は実質0.8584%に 10年以上保有で実質0.6584%に低減 銀行・証券会社の間接販売ファンドと してひふみプラスがある |
| ひふみワールド                                       | レオス         | 外国株式                   | なし                               | 1.62%                 | なし                                   | 42.26%          | 41.23%          | 609                 | |
| ひふみらいと                                         | レオス         | 国内外株式及び債券         | なし                               | 0.55%                 | なし                                   | 4.11%           | ▲10.70％        | 23                  | |
| ひふみマイクロスコープpro                            | レオス         | 国内株式                   | 3.30%                              | 1.48%                 | なし                                   | -               | -               | 159                 | |
| ひふみクロスオーバーpro                              | レオス         | 国内上場・非上場株式       | 3.30%                              | 1.65%                 | なし                                   | -               | -               | 138                 | |
| ユニオンファンド                                     | ユニオン投信   | 内外株式                   | なし                               | 1.8%±0.3%             | なし                                   | 20.07%          | 25.47%          | 142                 | |
| コドモファンド                                       | パリミキ       | 内外株式                   | なし                               | 1.7%±0.3%             | なし                                   | 20.26%          | 6.01%           | 111                 | |
| 浪花おふくろファンド                                 | パリミキ       | 内外株式                   | なし                               | 1.6%±0.25%            | なし                                   | 22.11%          | 11.43%          | 19                  | |
| らくちんファンド                                     | パリミキ       | 内外株式                   | なし                               | 1.55%±0.3%            | なし                                   | -               | -               | -                   | コドモファンドに併合 |
| かいたくファンド                                     | パリミキ       | 内外株式                   | なし                               | 1.4%±0.2%             | なし                                   | -               | -               | -                   | コドモファンドに併合 |
| コモンズ30ファンド                                   | コモンズ投信   | 日本株式                   | 最大3.24%                          | 1.24%                 | なし                                   | 1.02%           | ▲3.53％         | 641                 | 銀行や証券会社で間接販売も行っている                                                                                           |
| ザ・2020ビジョン                                     | コモンズ投信   | 日本株式                   | 最大3.24%                          | 1.24%                 | なし                                   | 1.65%           | 3.81%           | 88                  | 銀行や証券会社で間接販売も行っている                                                                                           |
| 結い2101                                             | 鎌倉投信       | バランス型（国内資産複合） | なし                               | 1.08%                 | なし                                   | 4.60%           | 0.00%           | 461                 | |
| SMAM・グローバルバランスファンド（機動的資産配分型） | 三井住友DS     | バランス型（内外資産複合） | なし                               | 0.64%                 | なし                                   | 7.00%           | 10.90%          | 25                  | 間接販売のファンドを直販でも販売                                                                                               |
| 三井住友・ライフビュー・バランスファンド30（安定型） | 三井住友DS     | バランス型（内外資産複合） | 最大0.972%                         | 最大0.972%            | なし                                   | 7.10%           | 8.40%           | 29                  | 間接販売のファンドを直販でも販売                                                                                               |
| 三井住友・ライフビュー・バランスファンド50（標準型） | 三井住友DS     | バランス型（内外資産複合） | 最大1.188%                         | 最大1.188%            | なし                                   | 11.30%          | 16.20%          | 65                  | 間接販売のファンドを直販でも販売                                                                                               |
| 三井住友・ライフビュー・バランスファンド70（積極型） | 三井住友DS     | バランス型（内外資産複合） | 最大1.404%                         | 最大1.404%            | なし                                   | 15.70%          | 24.40%          | 54                  | 間接販売のファンドを直販でも販売                                                                                               |
| アクティブ元年・日本株ファンド                       | 三井住友DS     | 国内株式                   | なし                               | 1.08%                 | 0.15%                                  | 21.24%          | 27.54%          | 21                  | 間接販売のファンドを直販でも販売                                                                                               |
| fundnoteIPOクロスオーバーファンド                    | fundnote       | 国内上場・非上場株式       | なし                               | 1.98%                 | 1.00%                                  | -               | -               | -                   | |
| TOPIX（参考）                                        |                |                            |                                    |                       |                                        | 6.30%           | 24.70%          |                     | |